# Dick Irvin
James Dickinson „Dick“ Irvin (* 19. Juli 1892 in Limestone Ridge, Ontario; † 15. Mai 1957) war ein kanadischer Eishockeyspieler (Center) und -trainer, der von 1926 bis 1929 für die Chicago Black Hawks in der National Hockey League spielte. Als Trainer konnte er viermal den Stanley Cup gewinnen.

## Karriere
Irvin begann seine Profikarriere zur Saison 1916/17 in der Pacific Coast Hockey Association bei den Portland Rosebuds. Mit 35 Toren konnte er in seiner Rookiesaison beeindrucken. Der Erste Weltkrieg unterbrach seine Karriere, doch nachdem er nicht nach Europa geschickt worden war, spielte er in der Militärmannschaft der Winnipeg Ypres. Nach Kriegsende wechselte er zu den Regina Vics aus der Saskatchewan Senior Hockey League. Bei den Regina Capitals kehrte er 1921 zum Profieishockey zurück. Er gewann mit diesem Team in der Western Canada Hockey League die Playoffs, doch eine Niederlage gegen die Vancouver Millionaires brachte sie um die Chance auf eine Teilnahme in den Stanley-Cup-Finals. Zur Saison 1924/25 wechselte er zu den Portland Rosebuds zurück. Mit 31 Toren in 30 Spielen führte er die Liga gemeinsam mit Bill Cook aus Saskatoon an. Nachdem die Liga sich nach der Saison aufgelöst hatte, wechselte er mit vielen anderen Spielern in die National Hockey League.
Sein Team dort waren die Chicago Black Hawks. Dank seiner 18 Vorlagen war er in seinem ersten Jahr bester Scorer der Black Hawks. Nach einer Verletzung in seiner zweiten NHL-Spielzeit kehrte er zwar in die NHL zurück, konnte jedoch nicht mehr an vergangene Leistungen anknüpfen. So beendete er kurz vor seinem 37. Geburtstag seine aktive Karriere.
Zur Saison 1930/31 kehrte er als Trainer in die NHL zurück. Nach einem guten Jahr bei den Black Hawks holte ihn Conn Smythe zu den Toronto Maple Leafs. Gleich in seinem ersten Jahr in Toronto führte er die Leafs zum Stanley-Cup-Gewinn. Bis 1940 führte er das Team noch sechsmal in die Finalserie, konnte aber keinen weiteren Titel gewinnen.
Als neuer General Manager der Montréal Canadiens versuchte Tommy Gorman das Team wieder an die Spitze der Liga zu bringen. Dazu holte er Irvin als Trainer. Noch heute schreibt man ihm oft zu, dass er mit seinen Führungsqualitäten und seiner Vision die Canadiens vor dem Konkurs rettete. Er forderte das Team auf, engagiert und körperbetont zu spielen. Mit Maurice Richard bekam er einen jungen Spieler ins Team, der genau seinen Vorstellungen entsprach. In den ersten beiden Jahren blieb der sportliche Erfolg noch aus. Erstmals in der Saison 1942/43 schaffte das Team eine ausgeglichene Bilanz. Im Jahr darauf gewann das Team seit 1931 erstmals den Stanley Cup. 1946 und 1953 errang er zwei weitere Titel. 1949 war er der erste Trainer, der die Marke von 500 Siegen erreichte. Nach der Saison 1954/55 übergab er den Platz hinter der Bande an seinen ehemaligen Spieler Toe Blake.
Noch ein Jahr trainierte er die Chicago Black Hawks. Mit 693 Siegen hatte er bei seinem Karriere eine Bestmarke aufgestellt, die bisher nur von Al Arbour und Scotty Bowman Mitte der 1980er Jahre übertroffen wurde. Ein Jahr nach seinem Karriereende verstarb Irvin.
Ein Jahr später, 1958, wurde er mit der Aufnahme in die Hockey Hall of Fame geehrt.

## Sportliche Erfolge
- Allan Cup: 1915
- Stanley Cup: 1932, 1944, 1946 und 1953 (als Trainer)

### Persönliche Auszeichnungen
- NHL First All-Star Team: 1944, 1945, und 1946 (als Trainer)
- NHL Second All-Star Team: 1931, 1932, 1933, 1934, 1935 und 1941 (als Trainer)
- Teilnahme am NHL All-Star Game: 1947 1951, 1952, 1953 und 1955 (als Trainer)